# Anna Bella Geiger
Anna Bella Geiger (Río de Janeiro, 4 de abril de 1933) es una artista multidisciplinaria brasileña de ascendencia judeo-polaca, y profesora en la Escola de Artes Visuais Parque Lage. Vive en Río de Janeiro, y su trabajo, caracterizado por el uso de medios de comunicación diferentes, es sostenida por galerías y colecciones privadas en EE. UU. China, Brasil y Europa.

## Biografía
Primero se graduó en literatura y lengua, y más tarde en los 1950, estudió arte en el Rio Instituto Fayga Ostrower. Se mudó a Nueva York en 1954 dónde tomó clases en Historia del Arte en el Museo Metropolitano de Arte, regresando a Rio el año siguiente. En 1965 atendió un taller de grabado en el Museo de Arte Moderno, donde empezó a enseñar tres años más tarde. Regresó a Nueva York en 1969 para enseñar en la Universidad de Columbia, regresando otra vez a Rio en 1970.
En los 1970s Geiger, una artista abstracta, empezó incluyendo elementos representacionales a su obra, y utilizó grabado fotográfico, fotomontaje, ensamblaje, escultura, y vídeo. En los 1980s se concentró pintando, y a principios de los 1990s en la imaginería cartográfica lanzada en metal, y construcciones de caja de archivo de hierro que incorporan metales trenzados y pintura de cera caliente (encáustica).  Además de pintar y grabar, su trabajo actual combina instalaciones de arte con video. En Rio en 2006, Geiger construyó una instalación, Circe, que incluía un modelo de escala de ruinas egipcias antiguas y un video de performance; la instalación se recreó en 2009.
En 1983, fue miembro del John Simon Guggenheim Fundación Conmemorativa.

## Publicaciones y colecciones
Sus trabajos están sostenidos en las colecciones del Museo de Arte Moderno, Nueva York; Museo Victoria y Alberto, Londres; Centro Pompidou, París; Fogg Museo, Cambridge; Getty Fundación, Los Ángeles; Museu Serralves, Porto; Frankfurter Kunstverein, Fráncfort; Museo Nacional Centro de Arte Reina Sofía, Madrid; Museo de Arte Contemporáneo, Chicago; y Museo Nacional de Mujeres Artistas, Exposiciones de Washington, D.C. de su trabajo han sido sostenidas en Londres, Tokio, Varsovia, Ottawa, Portugal y Puerto Rico.
Su obra de 1978 "Un Pao Nosso de Cada Dia", (El Pan Nuestro de Cada Día,) postal fotográfica original de los cuales hay cinco ejemplares, está sostenido en el Museo Blanton de Arte Austin, Texas Tepper Takayama Bellas Artes, de Boston, Massachusetts, y el Museo Harvard Fogg. Sus impresiones están también en el Museu Nacional de Belas Artes, y el Museo de Arte Contemporáneo, Niterói.
En 1987, con el profesor de crítica del arte Fernando Cocchiarale, publicaron "Abstracionismo Geometrico e Informal: una vanguardia brasileña en los años cincuenta".
En 2005, su obra fue incluida en la revista electrónica Confraria Vento, editado por Márcio-André, Victor Paes, y Ronaldo Ferrito, en colaboración con el Departamento de Graduados de la Universidad Federal de Río de Janeiro.

## Otras lecturas
- Sansi-Roca, Roger (2007); Fetiches y monumentos: Afro-cultura y arte brasileños en el siglo XX; Berghahn Libros, Nueva York ISBN 978-1-84545-363-3

- Ministerio da Cultura (2008); Anna Bella Geiger. BrasilArte Contemporânea. Arco Madrid 3 de oct 2009.

- Navas, Adolfo M. (2007); Anna Bella Geiger: Territorios Passagens Situacoes; Casa Da Palavra ISBN 85-7734-040-6

- Butler, Cornelia; Mark, Lisa Gabrielle (2007) Wack!: Arte y la Revolución Feminista MIT Prensa ISBN 978-0-914357-99-5

- Amaral, Aracy Un.; Toral, Andre (2005); Arte e sociedade no Brasil; São Paulo: Callis ISBN 85-98750-02-6

- Sullivan, Edward; Ramirez, MariCarmen (2004); "Inverted Utopías: Arte de Vanguardia en Latinoamérica". Yale University Press ISBN 978-0-300-10269-7.

- Heller; Jules; Heller, Nancy G. (1997) Artistas de Mujeres norteamericanas del Vigésimo Siglo: Un Diccionario Biográfico (Biblioteca de Referencia de la Guirnalda de las Humanidades) Routledge ISBN 0-8153-2584-3

- Puerto, Cecilia (1996); Artistas de Mujeres latinoamericanas, Kahlo y Mirar Quién Más: Una Bibliografía Selectiva, Anotada (Colección de Referencia del Arte) Greenwood Prensa ISBN 0-313-28934-4

- Brasil Brazil Ministério das Relações Exteriores (1980); Biennale Di Venezia '80: Antonio Dias, Anna Bella Geiger, Paulo Roberto Leal, Carlos Vergara Ministério das Rela¸ões Exteriores, Brasil (1980); Biennale Di Venezia '80: Antonio Dias, Anna Bella Geiger, Paulo Roberto Leal, Carlos Vergara Ministério das Rela¸ões Exteriores, Brasil